# 堺市立はるみ小学校
堺市立はるみ小学校（さかいしりつ はるみ しょうがっこう）は、大阪府堺市南区にある公立小学校。

## 概要
泉北ニュータウンとその周辺地区を校区とする。少子化傾向やニュータウンの高齢化などに伴う地域の児童数減少のため、従来の堺市立晴美台小学校と堺市立晴美台東小学校の2校を統合し、2005年に晴美台東小学校の校舎において開校した。新校舎は2005年から2006年の2年間で晴美台小学校跡地を整備して建設され、2007年3月に移転を行った。
校区に晴美台保育園、晴美台幼稚園、晴美台中学校、大阪府立堺東高等学校、帝塚山学院大学泉ヶ丘キャンパス、また隣接して桃山学院教育大学、プール学院短期大学などの教育機関があることから、地域のこうした教育機関や地元自治連合会、子ども会、PTA等と連携した取り組み－コミュニティ・スクール（地域協働型学校）－を実施している。こうしたことから、はるみ小学校では園児から大学生、さらに地域の高齢者を含め多くの外部の方々が様々なかたちで連携や交流を持ち、子どもたちの教育活動の充実を図ってきている。

## 沿革
- 2002年8月 - 堺市小規模校基本方針により、従来の晴美台小学校と晴美台東小学校の統合方針が示される。
- 2005年4月 - 堺市立はるみ小学校として開校。旧晴美台東小学校を仮校舎とする。
- 2007年3月 - 旧晴美台小学校跡に新校舎が完成し、移転。

### 前身校
晴美台の入居開始に伴い、前身の堺市立晴美台小学校が1972年4月1日に開校した。開校当初の1ヶ月は堺市立茶山台小学校内に開校準備室を設けて事務手続きを実施していた。1972年4月下旬に校舎が完成し、1972年5月1日より児童受け入れを開始した。
晴美台小学校の児童数増加に伴い、晴美台小学校より分離する形で、1982年4月1日に堺市立晴美台東小学校が堺市晴美台1丁38番1号に開校している。

## 通学区域
- 堺市南区 晴美台（全域）、岩室（全域）
卒業生は堺市立晴美台中学校へ進学する。

## 交通
- 南海バス
  - 南海泉北線 泉ケ丘駅（南）4番乗り場晴美台回り、または6番乗り場岩室経由金剛駅前行きではるみ小学校前下車。